# チコとリタ
『チコとリタ』 (Chico & Rita) は、2010年に公開されたスペイン＝イギリス合作のアニメーション映画。1940年代・1950年代のキューバやアメリカのジャズ・シーンを舞台にした音楽アニメーション。音楽監修と劇中のチコのピアノ演奏は、キューバ音楽の黄金時代の中心人物ベボ・バルデス。
第25回ゴヤ賞の長編アニメーション賞、第24回ヨーロッパ映画賞のアニメ映画賞を受賞した。また、第84回アカデミー賞の長編アニメ映画賞にノミネートされた。日本では、2011年に開催された第8回ラテンビート映画祭にて上映された。

## スタッフ
- 監督 - フェルナンド・トルエバ、ハビエル・マリスカル、トーノ・エランド
- 製作総指揮 - スティーヴ・クリスチャン、マーク・サミュエルソン
- 製作 - サンティ・エランド、クリスティナ・フエテ、マーティン・ポープ、マイケル・ローズ
- 脚本 - フェルナンド・トルエバ、イグナシオ・マルティネス・デ・ピソン
- 音楽 - ベボ・バルデス
- 編集 - アルナウ・キレス

## 声の出演
- リマラ・メネセス - リタ
- エマン・ソール・オニャ - チコ
- マリオ・ゲラ - ラモン

## ストーリー
男性ジャズ・ピアニストのチコは、成功を夢見ていた。チコの恋人で女性歌手のリタは、キューバのハバナからアメリカのニューヨークへと渡るのだが、そのうちキューバの政治状況が変わり、アメリカとの関係が悪化してしまう。

## 公開・興行成績
2010年にアメリカのテルライド映画祭や、第35回トロント国際映画祭のコンテンポラリー・ワールド・シネマ部門などで上映された。
スペインでは、2011年2月23日にバルセロナでプレミア上映された後、2011年2月25日に143館で劇場公開され、週末興行収入で初登場13位（2011年2月25-27日付）になった。
日本では、2011年に第8回ラテンビート映画祭にて公開された。2011年9月17・18日には新宿バルト9で上映され、9月24・25日にはティ・ジョイ京都で上映され10月9日・10日には横浜ブルク13で上映された。

## 主な受賞・ノミネート
| 年     | 賞・映画祭             | 部門             | 対象者 | 結果       |
| ------ | ---------------------- | ---------------- | --- | ---------- |
| 2011年 | 第25回ゴヤ賞           | 長編アニメ映画賞 | | 受賞       |
| 2011年 | 第24回ヨーロッパ映画賞 | 長編アニメ映画賞 | トーノ・エランド ハビエル・マリスカル フェルナンド・トルエバ                                                                                                  | 受賞       |
| 2012年 | 第39回アニー賞         | 長編アニメ映画賞 | Chico & Rita Distribution Limited | ノミネート |
| 2012年 | 第4回ガウディ賞        | 監督賞           | ハビエル・マリスカル トーノ・エランド フェルナンド・トルエバ                                                                                                  | ノミネート |
| 2012年 | 第4回ガウディ賞        | 脚本賞           | イグナシオ・マルティネス・デ・ピソン フェルナンド・トルエバ                                                                                                   | ノミネート |
| 2012年 | 第4回ガウディ賞        | 美術賞           | ハビエル・マリスカル | ノミネート |
| 2012年 | 第4回ガウディ賞        | 音響賞           | ペラヨ・グティエレス ナチョ・ロジョ | ノミネート |
| 2012年 | 第4回ガウディ賞        | 作曲賞           | ベボ・バルデス | 受賞       |
| 2012年 | 第4回ガウディ賞        | 長編アニメ映画賞 | フェルナンド・トルエバ トーノ・エランド ハビエル・マリスカル Televisió de Catalunya (TVC) Estudio Mariscal Fernando Trueba Producciones Cinematográficas S.A. | 受賞       |
| 2012年 | 第84回アカデミー賞     | 長編アニメ映画賞 | フェルナンド・トルエバ ハビエル・マリスカル | ノミネート |